# Almir (jogador de futsal)
Almir Alex do Nascimento (nascido em 21 de novembro de 1974) é um ex-jogador brasileiro de futsal, que atuava na posição de ala. Ele fez parte da Seleção Brasileira de Futsal que conquistou o vice-campeonato em 2000.